# Langona oreni
Langona oreni là một loài nhện trong họ Salticidae.
Loài này thuộc chi Langona. Langona oreni được Jerzy Prószyński miêu tả năm 2000.